# 以色列入侵加沙地带
2023年10月27日晚上，以色列國防軍對加沙地带發動大規模地面入侵，以色列總理内塔尼亚胡宣布加沙戰爭進入第二階段，目的是消滅哈馬斯并救出人質。
加沙地带面临严重的人道主义危机，加沙地带医疗系统处于崩溃状态，以色列的封锁导致加沙的食品、清洁水、药品和燃料短缺，电力和通讯中断，联合国警告加沙地带可能出现饥荒。据报道，以色列仍然攻击了已经提前告知巴勒斯坦人应该前往避难的区域，导致了加沙“没有一处安全的地方”。近230万的加沙人无家可归，以及25万至50万以色列人流离失所。与此同时，以色列拘捕了数千名巴勒斯坦人。
大量平民死亡导致以色列和哈马斯均被指控犯有战争罪。作为对此次侵略的回应，南非向国际法院 (ICJ) 起诉以色列，指控以色列犯下种族灭绝罪，并要求国际法院采取临时保护措施。其他指控包括故意袭击平民、哈马斯使用人盾哈马斯使用人盾、劫持以色列人质、导致加沙地带陷入饥荒。
据联合国估计，至2024年5月有超过3,5000名在加沙的巴勒斯坦人死亡，其中包括超过7800名儿童，4900名妇女。另外，还有1万名因掩埋在废墟下而被推断为失踪或者死亡。截至12月中旬，以色列向加沙投下了2.9万枚弹药，摧毁或损坏了70％的房屋，摧毁了数百处文化地标，并损坏了数十处墓地。专家表示，此次对加沙地带的破坏程度和速度是近代历史中最为严重的一次。

## 背景

### 全面轟炸反擊與準備動員
2023年10月7日，哈马斯武装分子大規模突襲以色列，殺害1,400人並擄走逾220名人質，以色列繼而向哈马斯宣战。以色列动员30万名预备役军人，并将装甲车运往加沙地带边境。並使用火砲與空襲方式日夜不停消耗哈瑪斯據點，在數千平方公里的加薩，落彈量就達到近兩萬噸，轟炸總威力甚至超越了廣島市原子彈爆炸。

### 加沙地带境內的試探行動
自2023年10月13日，以色列對加沙發動多次空襲和地面突襲，以回应哈马斯於10月7日至13日期間对以色列的袭击。10月27日，由于以色列加强轰炸行动，加沙的互联网和移动电话服务几乎切断。以色列国防军隨後宣布对加沙地带發動大规模地面攻勢。据报道，哈马斯和以色列国防军在拜特哈农和布雷杰镇附近发生了冲突。

## 過程

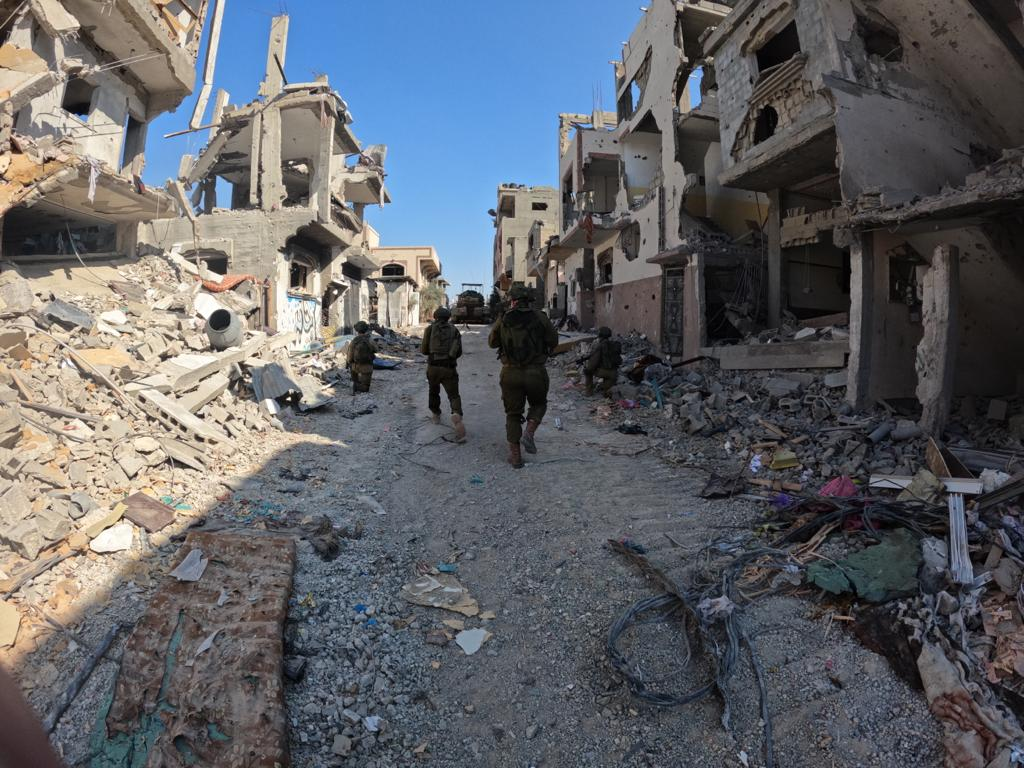
10月31日，以色列國防軍部隊在加沙走廊進行地面行動。

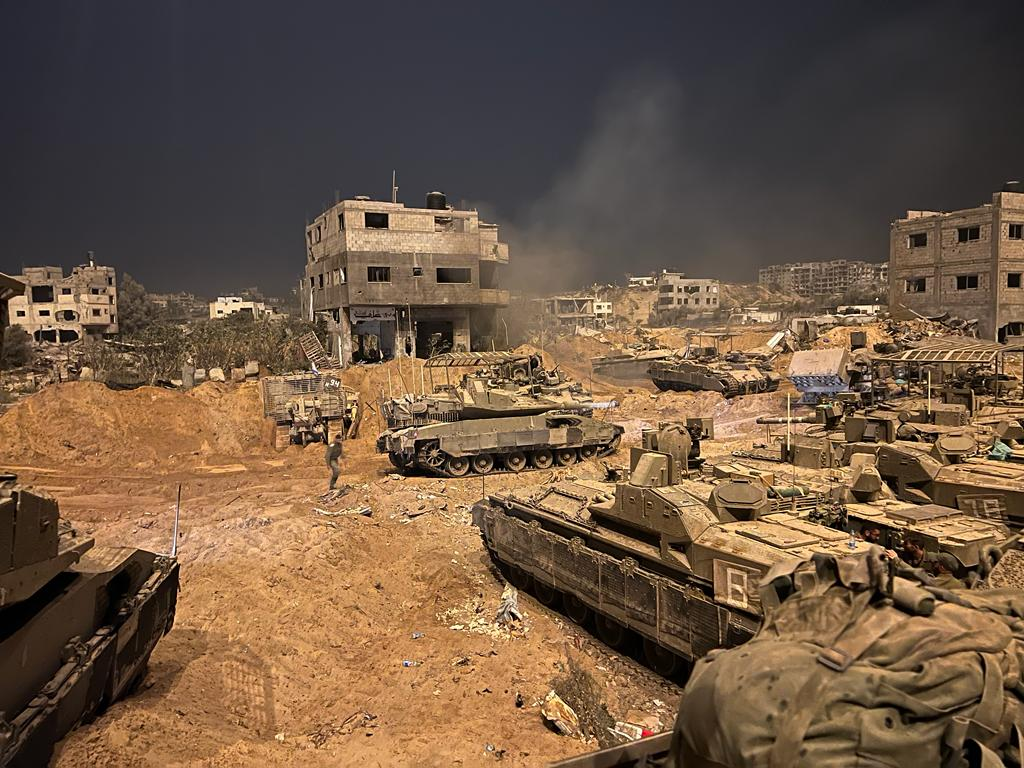
11月1日，以色列國防軍部隊在加沙走廊進行地面行動。

### 2023年
10月27日晚，以色列国防军对加沙地带的拜特哈农和布雷杰镇发动大规模地面攻击。
10月28日，以色列表示，前一晚部署在加沙地带的部队仍在加沙附近。 以色列国防军宣布正在加沙地带“扩大地面行动”。以色列总理本杰明·内塔尼亚胡表示“战争的第二阶段已经开始”，以色列军方再次呼吁加沙居民撤离北部。
以色列国防军三轴推进，同时空袭和炮击强度加大。10月29日，以色列士兵占领了加沙地带的一座小镇，并在镇上升起了以色列国旗。
10月30日，以色列国防军封锁了萨拉丁大道，该路是连接加沙地带北部和南部的主要通道。此外，在加沙市附近还发现了以色列坦克。一名当地居民告诉法新社，以色列人“切断了萨拉赫丁大道，并向任何试图沿该公路行驶的车辆开火”。一段视频显示，一辆以色列坦克向一辆试图掉头的出租车开火，该出租车车顶插着白旗。以色列军方发言人表示：“以色列国防军没有收到任何证据证明这是一辆民用汽车，也没有关于车内人员的信息。” 当天，在辛贝特和摩萨德的协助下，一名被绑架的以色列国防军列兵在以色列国防军领导的一次行动中被释放。同日，伊宰·丁·卡桑烈士旅和民族抵抗旅在加沙西北部与以色列军队交战。与此同时，民族抵抗旅還用重型迫击炮弹轰炸了以色列车辆。

#### 11月
11月1日，以色列国防军稱有16名士兵死亡，其中15人在加沙境内丧生，1人在巴勒斯坦领土境外丧生。11月2日，以色列国防军全面包围加沙城。
11月3日，位於加沙地帶的法國駐加沙學院遭到了以色列的空襲，法國已要求以色列當局解释。
11月5日，以色列国防军报告称，在加沙地带的战斗中，有29名士兵死亡，一名士兵重伤。
11月11日，拜特哈嫩附近的一條隧道內發生爆炸，造成包括一名少校在內的四名以色列國防軍軍官死亡，另有四人受傷。所有傷亡人員均來自第697預備役旅第551營的火箭。
11月16日，據報導，加沙南部部分地區的居民收到了疏散通知，引發了對入侵擴大的擔憂。據其兩家主要電信提供者喬瓦爾和派特爾集團稱，燃料短缺已導致加薩走廊所有網路和電話網路關閉。

#### 短暂停火协议（11月24日—12月1日）
11月22日，以色列和哈馬斯達成暫時停火協議，規定敵對行動「暫停」或「平息」四天，以便釋放加薩地帶被扣押的 50 名人質。儘管具體條款尚未公佈，但該協議還規定釋放被以色列監禁的約150名巴勒斯坦婦女和兒童。該協議於凌晨獲得以色列內閣批准。哈瑪斯稱，除了停火和交換囚犯外，該協議還包括以色列停止加薩南部上空的所有空中飛行，並在加薩北部維持每天六小時的白天禁飛窗口，此外還包括數百輛卡車進入加薩。向加薩走廊提供人道、醫療和燃料供應。 以色列政府表示，哈瑪斯每多釋放10名人質，停火時間就會延長一天。  該協議由埃及和卡達斡旋，埃及官方媒體宣布停火將於11月23日上午生效。卡達外交部長胡萊菲被路透社稱為“卡塔爾停火談判首席談判代表”，他表示希望停火“將成為更大協議和永久停火的種子。”
11月24日，在卡達斡旋下，停火於以色列時間上午7:00 開始實施，停火為期四天。11月24日至30日，哈馬斯釋放人質，以色列釋放囚犯。 11月27日，卡達宣布以色列與哈瑪斯達成協議，將停火期限延長兩天。 11月28日，以色列和哈瑪斯互相指責對方違反停火協議。11月30日，哈瑪斯又釋放了兩名人質，使停火又延長了一天。12月1日，以色列國防部宣佈，由於哈瑪斯違反停火協議，停火結束并恢復軍事行動。

#### 進攻加薩中部（2023年12月—2024年2月）
12月1日，以色列向汗尤尼斯发送了画出了數百個军事目标区地圖。 以色列的空襲摧毀了汗尤尼斯的一座大型建築。 加薩衛生部聲稱，自停火結束以來，已有180多人死亡。
12月7日，以色列在加薩走廊拘留了150名男子，12月10日又拘留了數十人。 據以色列稱，這些拘留是在哈馬斯武裝分子大規模投降之後進行的。 根據《紐約時報》報道，哈馬斯戰士投降的聲明是在社交媒體上看到“男人被脫得只剩下內衣，坐在或跪在地上，有些人被綁住並蒙住眼睛”的視頻和照片後做出的。 《衛報》報導，圖像中看到的人中有人被確定為平民，其中包括一名記者。 紅十字國際委員會表示對這些圖像感到擔憂，並強調「根據國際人道法，以人道和尊嚴對待所有被拘留者的重要性」。
12月8日，以色列军队对加沙地带北部贾巴利亚难民营内的多处建筑进行了空袭和炮击，暂无人员伤亡报告。以色列表示，于加沙发现了一条新的隧道、武器和哈马斯设施，“这是表明哈马斯通过在平民基础设施下面的广泛隧道网络展开军事行动的证据”。
12月15日，以色列军方周五表示，在加沙地带的地面行动中误杀了三名人质，其军方首席发言人哈加里少将表示，以色列军队错误地将人质视为威胁，并于周五向他们开枪。

#### 從加薩北部撤軍和进攻拉法的准备（2024年1月—5月）
1月1日，以色列軍隊從加薩北部的社區撤出，包括謝赫拉德萬、阿爾米納區和特拉哈瓦的部分地區。1月6日，以色列政府聲稱哈瑪斯對加薩走廊北部的控制已被解除。1月15日，以色列國防部長加蘭特表示，加薩走廊北部最激烈的戰鬥已經結束，新階段的低強度戰鬥即將開始。
1月18日，以色列國防軍表示，哈瑪斯已開始在加薩北部被佔領地區重建軍隊，以色列國防軍先前曾表示，這些軍隊被剝奪了軍事能力，但到1月18日，許多營的戰鬥力已顯著恢復。
1月22日，以色列国防军宣布，该天遭受了哈马斯一次严重的致命攻击，导致21名预备役军人在加沙地带战斗中死亡。该天，哈马斯部队向多个邻近建筑物发射了一枚火箭推进式手榴弹，同时还击中以色列国防军收集并带入建筑物的地雷，导致建筑物全面倒塌，造成己方严重伤亡。受袭部队的任务主要是被派去清除某些地区的危险物品，例如地雷。以色列全体內阁及內部不同派系的人士一致为遇难者家属发表哀悼。总理内塔尼亚胡表示:「这是战争爆发以来最困难的日子之一，必须吸取教训，并尽一切努力保护士兵的生命。」以色列国防军宣布已对这场灾难展开调查，例如将地雷带入建筑物内是否违反了程序，火箭弹与二次地雷爆炸在多大程度上导致了建筑物的倒塌等。
2月15日，《華爾街日報》報道稱，埃及正在拉法南部建造難民營。
2月29日，以色列軍隊向加薩城西南部等待糧食援助的巴勒斯坦人開槍，造成100多名巴勒斯坦人死亡、750人受傷，倖存者將其描述為伏擊，稱以色列軍隊在人們接近救援卡車時開槍，導致人們逃離槍林彈雨，從而增加了死亡人數。
3月1日，美國宣布他們將開始向加薩空投糧食援助的行動。3月8日，美國總統拜登在國情咨文中宣布了一項透過海上向加薩提供食品和藥品的新舉措，在加薩海岸設立一個臨時港口，以便運送援助物資。
3月18日，以色列軍隊殺死了法伊克·馬布胡赫，以色列称他是哈瑪斯內部安全部門行動局的負責人。 哈瑪斯表示，馬布胡赫負責民事執法，並從事“純粹的民事和人道主義活動”。 協調向加薩北部運送援助物資。
3月18日至4月1日期間，以色列軍隊再次襲擊了希法醫院。 以色列國防軍在該地區與哈瑪斯武裝分子發生衝突。據以色列國防軍稱，多位哈馬斯高級領導人在醫院的戰鬥中喪，其中包括加薩城哈瑪斯火箭部隊副指揮官馬扎克祖克和招募和物資採購負責人塔貝特。希法事件的倖存者接受蒙多維斯採訪時表示，加薩民間政府的工作人員在醫院遭到襲擊之前正在領取政府工資。 醫生、政府成員和拒絕撤離的人被處決。以色列國防軍稱，希法醫院內及周圍有200人死亡。《時代》雜誌表示，「沒有證據顯示所有人都是武裝分子。" 以色列軍隊撤離後醫院的照片顯示，醫院的「牆壁被炸毀，框架被燒焦」。 醫院內發現了數百具屍體，巴勒斯坦目擊者報告醫院內及周圍發生了屠殺。
3月18日，多家新聞機構報道稱，以色列國防軍襲擊並拘留了半島電視台記者伊斯梅爾·古爾和其他80多人，其中包括醫務人員和其他記者，並沒收和摧毀了媒體設備。 古爾第二天被釋放，但無法核實他的同事的下落 保護記者委員會表示，「對來自希法醫院的半島電視台記者伊斯梅爾·古爾和其他記者在報道以色列攻勢時遭到襲擊的報道深感震驚和憤怒」。
3月19日，據報道，哈馬斯的一名副軍事指揮官马尔万·伊萨在三月中的一次空襲中喪生，美國白宮也已證實且確時間是3月11日。
3月23日，至少19名巴勒斯坦人在加薩城科威特環島等待人道援助時被以色列國防軍殺害。
3月28日，以色列國防軍在加薩中部阿爾拉希德街附近射殺了兩名手無寸鐵的男子，然後用推土機將他們的屍體埋在沙子裡。美國-伊斯蘭關係委員會呼籲聯合國對「令人髮指的戰爭罪行」進行調查。
4月1日，世界中央廚房的七名援助人員，包括英國、波蘭、澳洲和愛爾蘭國民，在代爾拜萊赫以南的以色列空襲中喪生。世界中央廚房表示，他們的車輛有清晰的標記，以色列當局也知道它們的位置。為應對攻擊，世界中央廚房、美國近東難民援助和希望工程等多個援助組織暫停了在加薩的業務。由於慈善機構撤出加薩地帶，世界中央廚房的240噸援助物資未能在加薩分發。
4月4日，迫於美國壓力，以色列自10月7日以來首次開放埃雷茲過境點。
5月5日，哈馬斯從拉法地區向凱雷姆沙洛姆發動火箭攻擊，造成三名以色列士兵死亡。

#### 进攻拉法（5月6日至今）
5月6日，以色列軍方呼籲拉法東部平民撤離至汗尤尼斯以西的馬瓦西，約10萬人受影響。當天晚些時候，以色列國防軍進入拉法郊區，逼近拉法口岸和埃及邊境。 哈瑪斯接受了埃及和卡達斡旋的停火條款。 然而以色列下令對拉法進行一系列空襲，以色列戰時內閣投票決定入侵拉法。以色列表示將派遣代表團進一步談判，但也將先實施攻擊。納坦雅胡表示，哈瑪斯談判代表接受的條件「與以色列的基本要求相去甚遠」。
5月7日，以色列軍隊控制了與埃及接壤的拉法口岸加薩一側。《國土報》報道稱，隨著談判繼續進行，以色列向埃及和美國承諾，將把戰鬥限制在拉法口岸，並將該地區的控制權移交給美國安全公司。然而，美國國務院和白宮否認了解這項承諾。上週，由於擔心拉法發動攻勢，美國暫停了向以色列運送炸彈5月8日，美國總統拜登表示，如果以色列繼續大規模入侵拉法，美國將停止向以色列提供武器。
5月11日，以色列軍方命令更多居民撤離拉法東部和中部。5月15日，據聯合國稱，截至15日，估計有60萬人逃離拉法，另有10萬人逃離北部。
5月24日，國際法院裁定以色列必須立即停止對拉法的軍事攻擊。，聯合國表示，自以色列拉法行動開始以來，只有906輛援助卡車抵達加薩。5月31日，美國宣布了三階段停火方案以結束戰爭。
5月26日，以色列空军对加沙地带拉法西部的特尔苏丹难民营发动空袭，导致45至50人丧生，超过200人受伤。以色列國防軍表示，襲擊擊中了“激進分子”，造成兩名哈馬斯高級官員死亡。 這次爆炸事件在加薩邊境引發了埃及和以色列士兵之間的小規模衝突，一名埃及士兵被打死。
5月28日，以色列轟炸了馬瓦西難民營，炸死了至少21人，其中13人是婦女和女孩。 以色列國防軍否認參與了這次襲擊。6月6日，以色列在加薩中部的努塞拉特難民營中轟炸了一個未營運的學校庇護所的流離失所者，炸死了至少40人，其中包括14名兒童和9名婦女。以色列說，這所學校裝有哈瑪斯大院。分析發現空襲中使用了美國製造的彈藥和零件。
6月8日，以色列国防军在近东救济工程处努塞拉特难民营进行救援人质行动，解救了四名人質，一名以色列軍官在行动中死亡。此次行动造成至少276名巴勒斯坦人死亡，超过698人受伤。以色列称這是以色列國防軍、辛貝特和亞馬姆的聯合行動。 以色列軍隊將車輛偽裝成人道援助卡車滲透到營地。 這次襲擊導致210名巴勒斯坦人死亡，其中大多數是婦女和兒童。
6月21日，45名巴勒斯坦人在以色列對拉法和加薩中部的襲擊中喪生。 同一天，紅十字會辦公室附近被難民帳篷包圍，遭到砲擊，造成至少22人死亡，並遭到破壞。 歐盟譴責這起砲擊事件，並呼籲對此進行獨立調查。
6月22日，42名巴勒斯坦人在加薩城襲擊中喪生。以色列對加沙沙蒂的一次襲擊造成24人死亡。

## 伤亡
根据以色列外交部公布的最新数据，截至2024年11月3日，有365名以色列军人在加沙地带的地面行动中丧生。